# 1月3日
1月3日（いちがつみっか）は、グレゴリオ暦で年始から3日目に当たり、年末まであと362日（閏年では363日）ある。日本ではこの日まで正月休みとされることがある。

## できごと
- 1521年 - ローマ教皇レオ10世が回勅『デチェト・ロマヌム・ポンティフィチェム』を発行し、マルティン・ルターをカトリック教会から破門した[1]。
- 1614年（慶長19年12月4日） - 大坂冬の陣にて、真田丸の戦いが行われる[2]。
- 1777年 - プリンストンの戦い: アメリカ独立戦争で大陸軍がイギリス軍に勝利。戦闘は1776年12月 26日のトレントンの戦いから始まり、ジョージ ワシントンが勝利を収めた[3]。
- 1818年 - 金星が木星面を通過する。惑星同士の通過・掩蔽は、これを最後に2065年11月22日までの247年間の長い空白期間に突入する。
- 1833年 - イギリスがジェームス・オンスロー提督の乗艦する軍艦HMS Clioをフォークランド諸島に派遣。
- 1848年 - ジョセフ・ジェンキンス・ロバーツがリベリア共和国の初代大統領に就任。
- 1868年（慶応3年12月9日） - 王政復古の大号令。
- 1888年 - 当時世界最大の望遠鏡であるリック天文台の屈折望遠鏡で最初の観測が行われる。
- 1889年 - フリードリヒ・ニーチェが神経衰弱を発症。残りの人生を病人として過ごす[4]。
- 1899年 - 英語の"automobile"（自動車）という単語が、ニューヨーク・タイムズ紙の広告ではじめて使用される。
- 1901年 - アンドリュー・カーネギーがカーネギー財団を設立。
- 1929年 - 新潟県西頸城郡海岸で大暴風雪のため、30余人の死傷者が出る。
- 1932年 - 日本軍が錦州（中国北東部）を占拠し、北京に接近。
- 1935年 - 常設国際司法裁判所判事、安達峰一郎博士の葬儀がハーグで挙行。
- 1938年 - 女優・岡田嘉子が演出家・杉本良吉と共に樺太にある北緯50度の日ソ国境を越えてソ連に入る。
- 1951年 - 「第1回NHK紅白歌合戦」がラジオで放送される[5]。2年後から大晦日放送に。
- 1954年 - イタリアの公共放送会社RAIがテレビ放送を開始。
- 1958年 - イギリス連邦内の自治国として西インド連邦が成立。
- 1958年 - エベレスト初登頂のエドモンド・ヒラリーが南極点に到達。
- 1959年 - アラスカ準州が昇格して、アメリカ合衆国49番目の州・アラスカ州となる。
- 1959年 - 阪急電鉄上新庄駅北側の踏切で、大阪市営バスと阪急電車が二重衝突する事故。死者7人、重軽傷者13人[6]。
- 1961年 - アメリカ合衆国がキューバと国交断絶。
- 1962年 - ローマ教皇ヨハネ23世がフィデル・カストロを破門。
- 1964年 - 西口彰事件の犯人が逮捕される[7]。
- 1969年 - 唐十郎主宰の劇団・状況劇場が、東京都の中止命令を無視して新宿中央公園にテントを張り公演を実施。都市公園法違反で現行犯逮捕。
- 1971年 - 京都市立芸術大学南校舎から出火。木造教室など約1500㎡を全焼。隣接する智積院宝物殿にも飛び火した[8]。
- 1972年 - 日米繊維協定調印。
- 1976年 - TBSのクイズ番組「クイズダービー」放送開始。1992年12月19日まで放送された。
- 1976年 - 経済的、社会的及び文化的権利に関する国際規約が発効する。
- 1977年 - Apple Computerが法人化。
- 1990年 - パナマ侵攻: パナマのマヌエル・ノリエガ将軍がアメリカ軍に投降。
- 1993年 - ジョージ・H・W・ブッシュ米国大統領とボリス・エリツィンロシア大統領、第二次戦略兵器削減条約（START II）に調印。
- 1999年 - アメリカの火星探査機「マーズ・ポーラー・ランダー」が打ち上げ。
- 2004年 - フラッシュ航空604便墜落事故: チャーター便のボーイング737機が紅海に墜落。乗客135人と乗員13人の計148人が死亡した[9]。
- 2009年 - イスラエル軍がガザ地区への侵攻を開始。
- 2009年 - ガーナ大統領選挙の決選投票。野党、国民民主会議のジョン・アッタ・ミルズ元副大統領が当選。
- 2011年 - シンガポールの通商産業省が、2010年の国内総生産（GDP）成長率を、過去最高の14.7%（推計値）と発表。
- 2019年 - 中国の月面探査機・嫦娥4号が月の裏側に着陸[10]。
- 2020年 - イラクでバグダード国際空港攻撃事件が発生。アメリカ合衆国により、イスラム革命防衛隊のソレイマーニー司令官らが暗殺される[11]。

## 誕生日

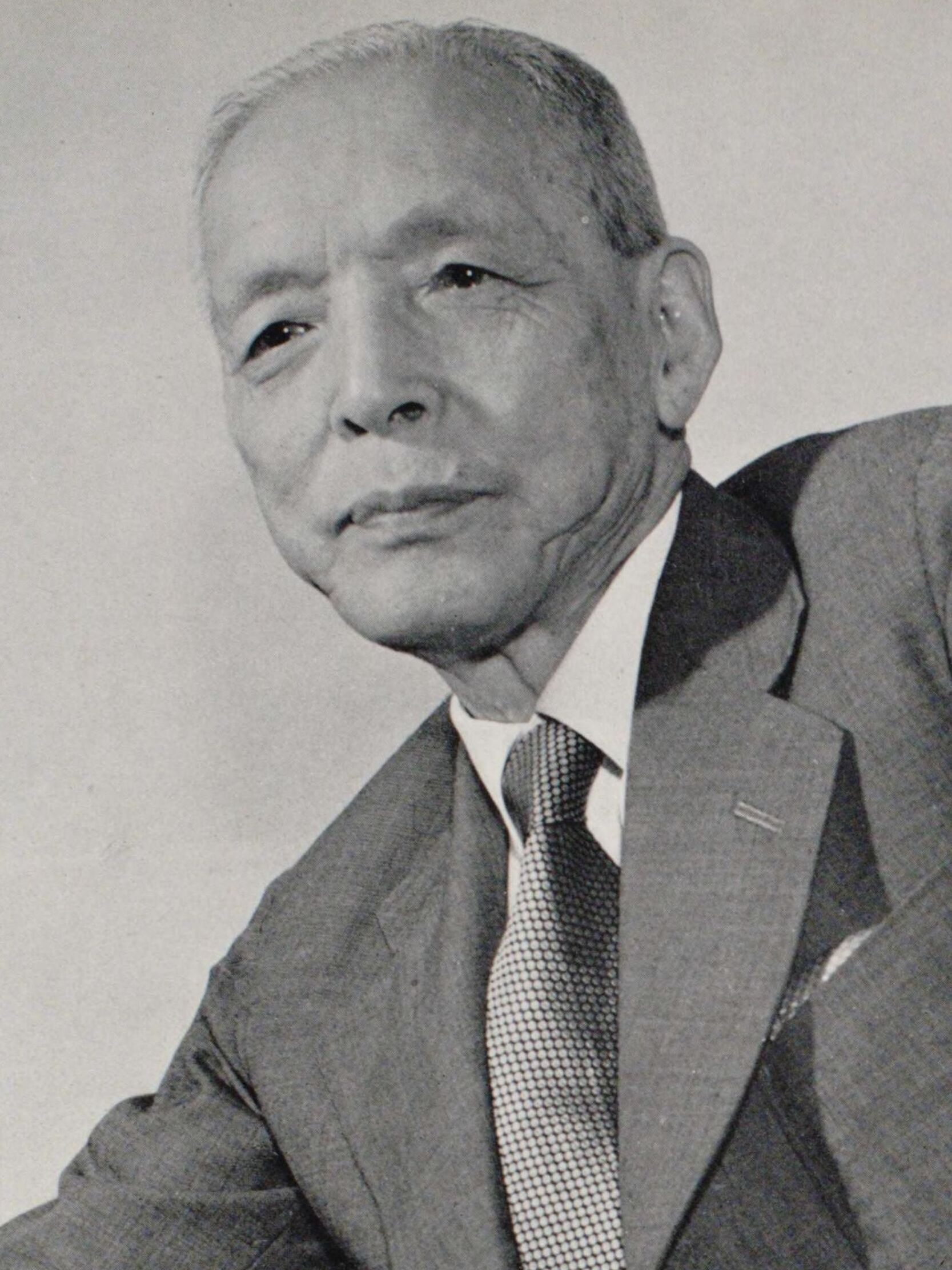
実業家、阪急阪神東宝グループ創業者小林一三(1873-1957)誕生。

落語家五代目三遊亭圓楽(1933-2009)誕生。

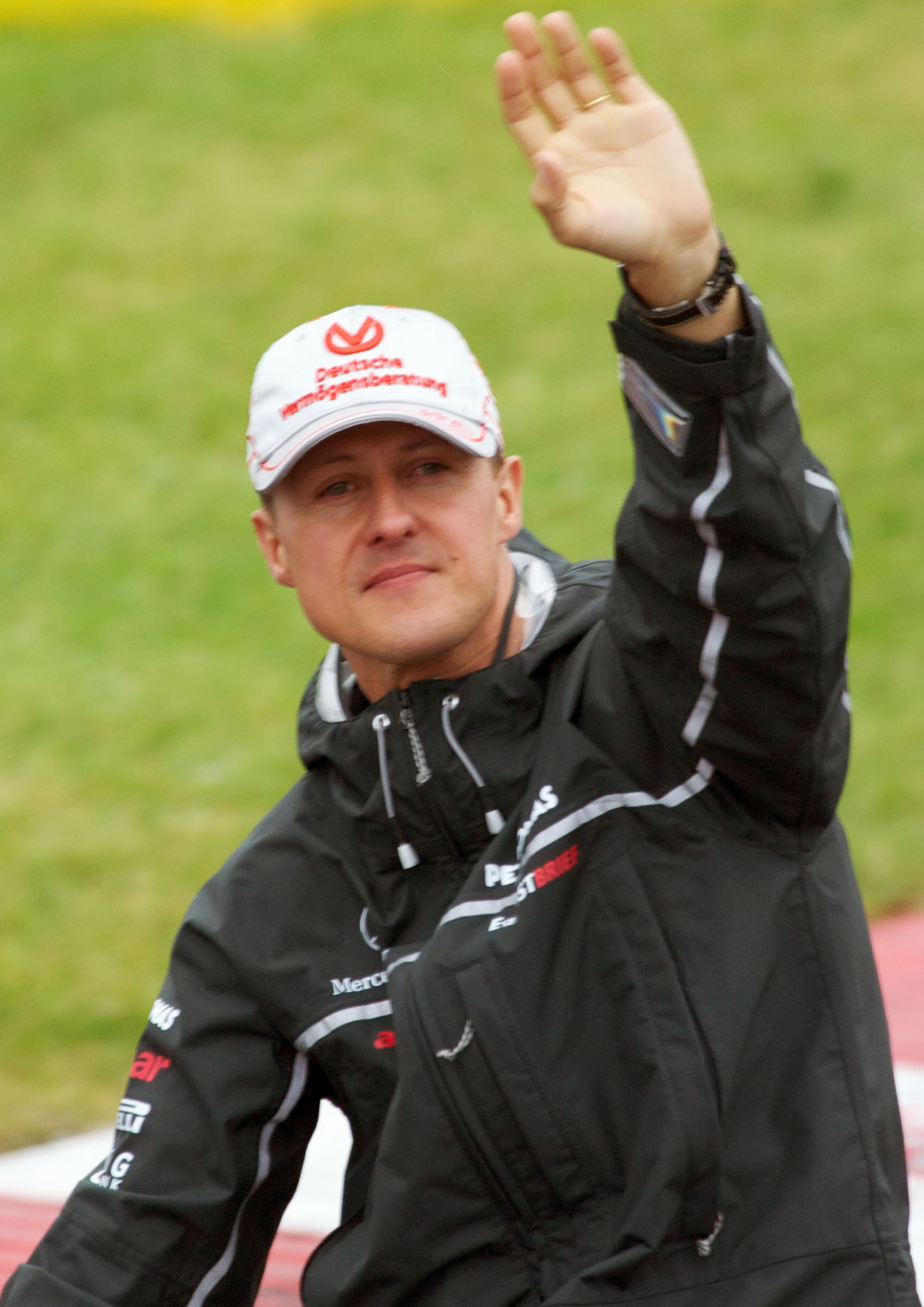
F1ドライバーミハエル・シューマッハ(1969-)誕生。

- 紀元前106年 - マルクス・トゥッリウス・キケロ、政治家（+ 紀元前43年）
- 1600年（慶長4年11月17日） - 戸田氏信、第2代美濃国大垣藩主（+ 1681年）
- 1723年（享保7年11月27日） - 酒井忠用、第11代阿波国徳島藩主（+ 1775年）
- 1758年（宝暦4年11月24日） - 蜂須賀治昭、第11代阿波国徳島藩主（+ 1814年）
- 1763年 - ジョゼフ・フェッシュ、カトリック教会司祭（+ 1839年）
- 1834年（天保4年11月24日） - 依田學海、漢学者、文芸評論家、小説家、劇作家（+ 1909年）
- 1836年（天保6年11月15日） - 坂本龍馬、幕末の志士（+ 1867年）
- 1840年 - ダミアン、カトリック教会司祭（+ 1889年）
- 1861年 - アーネスト・レンショー、テニス選手（+ 1899年）
- 1873年 - 小林一三、実業家、阪急阪神東宝グループ創業者（+ 1957年）
- 1873年 - 河合禎三、牧師（+ 1949年）
- 1876年 - ヴィルヘルム・ピーク、政治家、ドイツ民主共和国（東ドイツ）大統領（+ 1960年）
- 1883年 - クレメント・アトリー、政治家、第62・63代イギリス首相（+ 1967年）
- 1884年 - 神戸伊三郎、教育者（+ 1963年）
- 1884年 - 関桂三、実業家、元東洋紡績会長（+ 1963年）
- 1887年 - アウグスト・マッケ、画家（+ 1914年）
- 1889年 - 河上丈太郎、政治家（+ 1965年）
- 1892年 - J・R・R・トールキン、作家（+ 1973年）
- 1893年 - 柳田元三、陸軍軍人（+ 1952年）
- 1896年 - ジェイ・ラッシュ、農学者、生物学者（+ 1982年）
- 1897年 - ポーラ・ネグリ、女優（+ 1987年）
- 1905年 - 高松宮宣仁親王、皇族（+ 1987年）
- 1905年 - 三岸節子、洋画家（+ 1999年）
- 1906年 - 田中伊三次、政治家、弁護士（+ 1987年）
- 1906年 - 豊田四郎、映画監督（+ 1977年）
- 1907年 - 椿三四郎、俳優（ 没年不詳）
- 1908年 - 篠田康雄、神職（+ 1997年）
- 1908年 - レイ・ミランド、俳優（+ 1986年）
- 1911年 - 高井悌三郎、考古学者、教育者（+ 2004年）
- 1911年 - ジョン・スタージェス、映画監督（+ 1992年）
- 1911年 - 吉田義夫、俳優（+ 1986年）
- 1914年 - 柴崎勝男、実業家、サンウェーブ工業創業者（+ 1995年）
- 1917年 - 宇治田省三、政治家、元和歌山市長（+ 1989年）
- 1917年 - 霧立のぼる、女優（+ 1972年）
- 1919年 - 高橋英夫、元調教師、元騎手（+ 2013年）
- 1920年 - 遠藤彰、神学者（+ 2009年）
- 1923年 - 三好主、元プロ野球選手
- 1923年 - 大川政三、経済学者、一橋大学名誉教授、東京国際大学名誉教授（+ 2007年）
- 1924年 - 早川一光、ラジオパーソナリティ、医師（+ 2018年）
- 1924年 - 菅原秀雄、俳優（+ 2005年）
- 1925年 - 安田三郎、社会学者（+ 1990年）
- 1926年 - 平井龍、政治家（+ 2008年）
- 1926年 - ジョージ・マーティン、音楽プロデューサー（+ 2016年）
- 1927年 - 西本裕行、俳優、声優（+ 2015年）
- 1929年 - セルジオ・レオーネ、映画監督（+ 1989年）
- 1929年 - ゴードン・ムーア、工学者（+ 2023年）
- 1931年 - 道場六三郎、料理人
- 1932年 - 3代目三遊亭圓輔、落語家
- 1933年 - 半田正夫、民法学者、知的財産法学者、元青山学院大学学長
- 1933年 - 5代目三遊亭圓楽、落語家 （+ 2009年）
- 1933年 - 磯崎洋三、実業家、元東京放送社長（+ 2004年）
- 1933年 - 加藤明、元バレーボール選手、監督（+ 1982年）
- 1936年 - 房錦勝比古、元大相撲力士（+ 1993年）
- 1937年 - 山本學、俳優
- 1937年 - 小林公三、物理学者
- 1939年 - 藤村志保、女優　（+2025年）
- 1939年 - 臼井日出男、政治家
- 1939年 - 石上三登志、CMディレクター（+ 2012年）
- 1939年 - 仁木多鶴子、女優（+ 1983年）
- 1940年 - 花原勉、レスリング選手、1964年東京オリンピック金メダリスト（+ 2024年）
- 1940年 - ゼンジー北京、マジシャン
- 1940年 - 森村桂、作家（+ 2004年）
- 1940年 - 影丸穣也、漫画家（+ 2012年）
- 1940年 - 入交昭一郎、実業家
- 1941年 - 岩下志麻、女優
- 1941年 - 水谷寿伸、元プロ野球選手
- 1941年 - 三沢今朝治、元プロ野球選手
- 1941年 - 西橋正泰、元アナウンサー
- 1941年 - 横路孝弘、政治家、弁護士（+ 2023年）
- 1941年 - 天地総子、歌手（+ 2019年）
- 1942年 - 石川宣雄、政治家、元石川県鳳珠郡穴水町長、実業家
- 1942年 - 山田鋭夫、経済学者、名古屋大学名誉教授
- 1943年 - 鳥居ユキ、ファッションデザイナー
- 1943年 - 牧勝彦、元プロ野球選手
- 1943年 - ヴァン・ダイク・パークス、ミュージシャン
- 1943年 - エイドリアン・ギャレット、元プロ野球選手（+ 2021年）
- 1944年 - 三枝昂之、歌人、文芸評論家
- 1945年 - 長谷川一夫、元プロ野球選手（+ 2013年）
- 1945年 - 中村晃子、歌手、俳優
- 1946年 - ジョン・ポール・ジョーンズ、ミュージシャン（レッド・ツェッペリン）
- 1946年 - 日野元彦、ミュージシャン（+ 1999年）
- 1947年 - 髙橋かすみ[12]、俳優
- 1947年 - 尾木直樹、教育評論家
- 1947年 - 福本万一郎、元プロ野球選手
- 1947年 - 細田正彦、元プロ野球選手
- 1948年 - 芹澤廣明、音楽プロデューサー、ミュージシャン
- 1948年 - 末永吉幸、元プロ野球選手
- 1948年 - 荻原久男、元プロ野球選手
- 1949年 - 西尾正範、政治家、元北海道函館市長（+ 2022年）
- 1950年 - 湖川友謙、キャラクターデザイナー、アニメーション演出家
- 1950年 - 南出喜久治、弁護士
- 1950年 - 鈴木恒夫、政治家、藤沢市長
- 1953年 - 桑田健秀、バスケットボール選手、指導者
- 1953年 - 志摩ようこ、漫画家
- 1954年 - 太田家元九郎、津軽三味線漫談家（+ 2014年）
- 1954年 - 高瀬春奈、女優
- 1954年 - 浜納一志、元プロ野球選手
- 1955年 - 蓮池透、北朝鮮による拉致被害者家族連絡会（家族会）元副代表
- 1955年 - 青木政美、元プロ野球選手
- 1955年 - 恒村勝美、元プロ野球選手
- 1955年 - 久木山亮、元プロ野球選手
- 1956年 - 小堺一機、タレント
- 1956年 - 桂三象、落語家
- 1956年 - メル・ギブソン、俳優
- 1956年 - 鈴木富子、声優（+ 2003年）
- 1959年 - ダンカン、放送作家、タレント
- 1959年 - 東出融、振付師、ダンサー
- 1959年 - 森昌文、建設・国土交通官僚
- 1959年 - 大野克之、政治家、北海道日高郡新ひだか町長
- 1960年 - 中村れい子、女優
- 1960年 - 山﨑浩子、元新体操選手
- 1960年 - 小松雅美、実業家、セブン&アイ・フードシステムズ社長
- 1961年 - 日下部みどり子、トラベルライター
- 1961年 - 清水賢治、テレビプロデューサー
- 1961年 - 柳葉敏郎、俳優
- 1961年 - 津賀有子、声優
- 1962年 - 赤坂祐二、経営者、日本航空（JAL）会長
- 1962年 - 篠倉伸子、女優、声優（+ 1999年）
- 1963年 - ケラリーノ・サンドロヴィッチ、演出家、脚本家、ナイロン100℃主宰
- 1964年 - 堀江敏幸、小説家
- 1964年 - 信太昌之、俳優
- 1964年 - 宮田奈保美、キャラクターデザイナー
- 1964年 - 竹本修、元プロ野球選手
- 1965年 - 笠浩史、政治家
- 1965年 - 宮野ケイジ、映画監督、脚本家
- 1966年 - 智田裕一、フジテレビ記者、元アナウンサー
- 1966年 - ルイス・ソーホー、元プロ野球選手
- 1967年 - 野島卓、アナウンサー
- 1967年 - 若村麻由美、女優
- 1967年 - 一色正春、海上保安官
- 1967年 - なうい洋一、歌手
- 1968年 - 草野とおる、俳優、声優
- 1969年 - 吉田栄作、俳優
- 1969年 - 北浦共笑、女優
- 1969年 - 山本和枝、イラストレーター、ゲームクリエイター
- 1969年 - 石田和外、アナウンサー
- 1969年 - 名洗将之、元プロ野球選手
- 1969年 - ミハエル・シューマッハ、F1ドライバー
- 1970年 - 長井秀和、お笑いタレント
- 1970年 - パク・ソニョン、声優
- 1972年 - 私屋カヲル、漫画家
- 1973年 - 金敏宰、元プロ野球選手
- 1973年 - 川越美和、女優（+ 2008年）
- 1973年 - 中野理絵、元アイドル
- 1973年 - 秋山和彦、SASUKEオールスターズ
- 1974年 - 伊藤健太郎、声優
- 1974年 - アレサンドロ・ペタッキ、自転車プロロードレース選手
- 1975年 - 川上稔、ライトノベル作家、ゲームクリエイター
- 1975年 - 佐野榮太郎、情報技術者、ソフトウェア作家
- 1975年 - 麻枝准、シナリオライター、作詞家、作曲家
- 1975年 - トーマ・バンガルテル、ミュージシャン（ダフト・パンク）
- 1976年 - 前田浩継、元プロ野球選手
- 1977年 - 飯塚雅弓[13]、声優
- 1977年 - 小沢真珠、女優
- 1977年 - A.J.バーネット、元プロ野球選手
- 1978年 - リヤ・ケベデ、スーパーモデル、女優
- 1978年 - パク・ソルミ、女優
- 1979年 - 田中理恵[14]、声優
- 1979年 - 重松健太郎、元スキージャンプ選手
- 1979年 - ベリッシモ・フランチェスコ、料理研究家、タレント
- 1979年 - マイケル・レストビッチ、プロ野球選手
- 1981年 - 小内喜文、ソングライター、編曲家
- 1981年 - ガッツ石島、プロレスラー
- 1981年 - イーライ・マニング、アメリカンフットボール選手
- 1982年 - 増田和也、元アナウンサー
- 1982年 - パク・ジユン、歌手、女優
- 1983年 - 長谷川凛、ストリッパー
- 1984年 - 橋本まい、声優
- 1984年 - 岡明子、女優
- 1984年 - 田中千尋、元バスケットボール選手
- 1984年 - フィリプ・ザレウシキー、フィギュアスケート選手
- 1985年 - 田中史朗、ラグビー選手
- 1987年 - 柳沢なな、女優
- 1987年 - 石坂晴樹、元俳優
- 1987年 - 小神野由佳、グラビアアイドル
- 1988年 - 中村尚史、元プロ野球選手
- 1988年 - ジョニー・エヴァンス、サッカー選手
- 1988年 - チョン・ヨンヒョク、フィギュアスケート選手
- 1988年 - カロリーナ・ヘルマン、フィギュアスケート選手
- 1988年 - 山本和臣、声優
- 1988年 - 水口美香、プロ雀士
- 1989年 - 梅田彩佳、タレント、アイドル（元AKB48、元NMB48）
- 1989年 - 内村航平、体操選手
- 1989年 - アレックス・D・リンツ、俳優
- 1989年 - エリック・シム、元プロ野球選手
- 1990年 - ハンター・セルベンカ、プロ野球選手
- 1990年 - 柿谷曜一朗、サッカー選手
- 1990年 - ジョゼ・ピエール・ヴンギディガ、サッカー選手
- 1990年 - 金正賢、サッカー選手
- 1990年 - 深谷知広、競輪選手
- 1990年 - 古川洋介、俳優
- 1991年 - イ・ヨンジュン、プロアイスホッケー選手
- 1992年 - 須田侑太郎、バスケットボール選手
- 1992年 - ダグ・マクダーモット、バスケットボール選手
- 1993年 - 南武果歩、レースクイーン、モデル
- 1993年 - 永瀬琴葉、女優、元アイドル（元バクステ外神田一丁目）
- 1993年 - 飯塚尚利、俳優
- 1993年 - 今瀬淳也、サッカー選手
- 1994年 - 吹田祐実、元ファッションモデル
- 1994年 - 耿冰娃、フィギュアスケート選手
- 1995年 - 塩野瑛久、俳優
- 1995年 - 中村優花、バスケットボール選手
- 1995年 - ジス、アイドル、女優（BLACKPINK）
- 1995年 - キム・スルヒョン、アイドル、女優（AOA）
- 1996年 - フローレンス・ピュー、女優
- 1996年 - イスラエル・モタ、プロ野球選手
- 1996年 - いかちゃん、お笑いタレント
- 1997年 - 澤畠流星、元子役
- 1997年 - キム・ドンヒョク、アイドル（iKON）
- 2000年 - 早瀬雪未、声優
- 2000年 - 斉藤莉生、俳優
- 2000年 - 佐藤隼輔、プロ野球選手
- 2000年 - 紀野紗良、タレント、クイズプレイヤー
- 2001年 - 結崎このみ、声優
- 2002年 - 木内舞留、女優、タレント
- 2002年 - 鮫島彩華、女優、タレント
- 2003年 - グレタ・トゥーンベリ、環境活動家
- 2004年 - 松尾美佑、アイドル（乃木坂46）
- 生年不詳 - 藤井まき、アニメーター
- 生年不詳 - 秋乃武彦、イラストレーター
- 生年不詳 - 民安ともえ、声優
- 生年不詳 - 高山春夫、声優
- 生年不詳 - 小幡記子、声優
- 生年不詳 - 根本央紀、声優
- 生年不詳 - 永井真里子[15]、声優
- 生年不詳 - 原良丞、声優
- 生年不詳 - 吉田麻子、声優
- 生年不詳 - 伊藤愛、アナウンサー
- 生年不詳 - 英田サキ、小説家（+ 2024年）
- 生年不詳 - 野田真理愛、声優、歌手

## 忌日
- 236年 - アンテルス、ローマ教皇

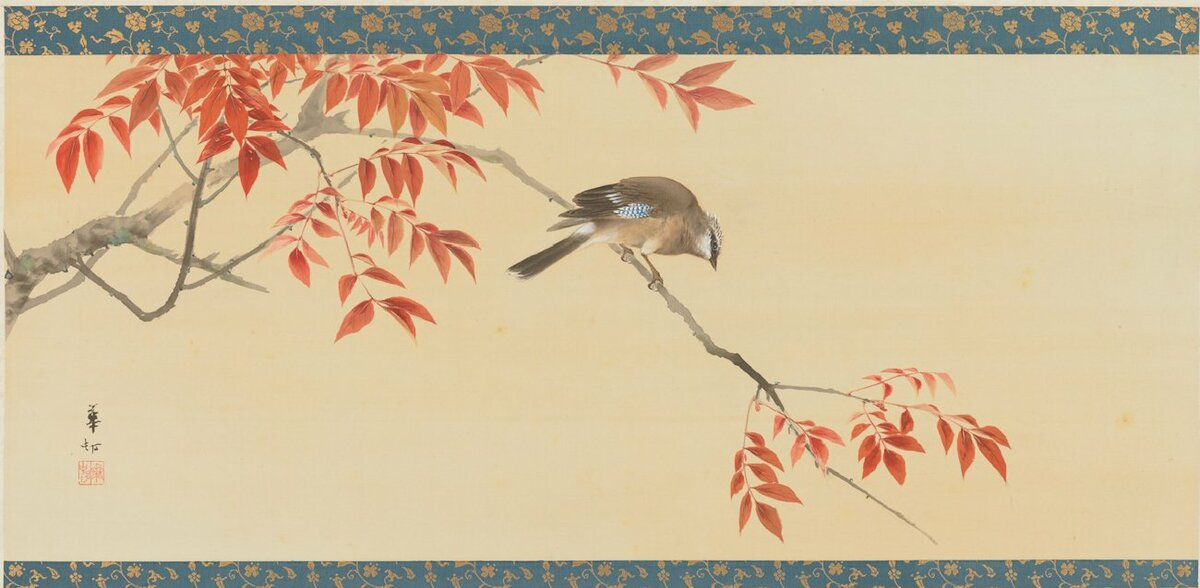
日本画家鈴木華邨(1860-1919)没。画像は『四季図』より「ハゼに小禽」(逸翁美術館)

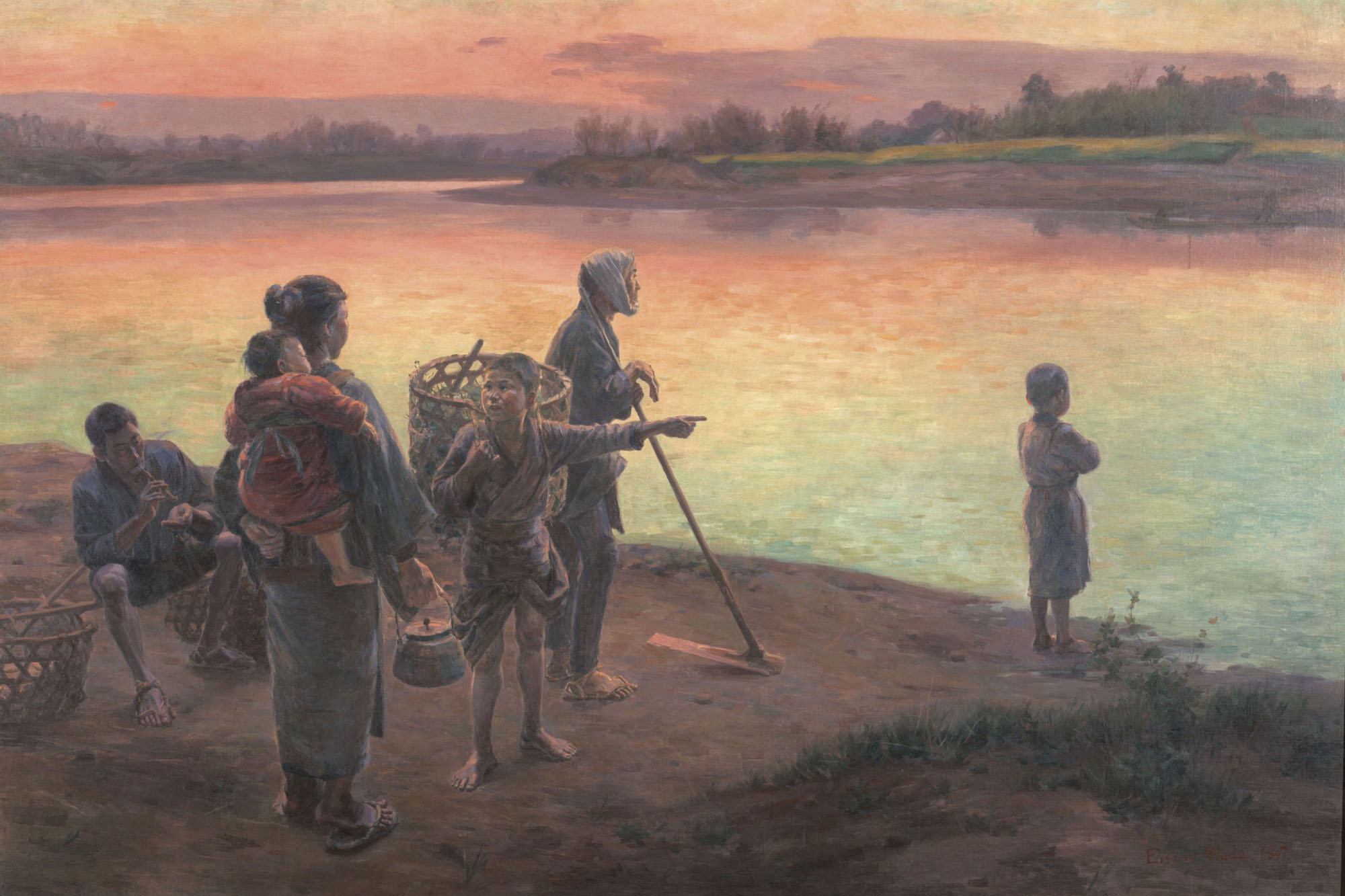
洋画家和田英作(1874-1959)没。画像は卒業制作の『渡頭の夕暮』(1897年) 東京藝術大学大学美術館蔵。

- 1028年（万寿4年12月4日） - 藤原道長、平安時代の公卿、太政大臣（* 966年）
- 1028年（万寿4年12月4日） - 藤原行成、平安時代の公家、三蹟の1人（* 972年）
- 1241年 - ヘルマン2世、テューリンゲン方伯（* 1222年）
- 1322年 - フィリップ5世、フランス王（* 1293年）
- 1437年 - キャサリン・オブ・ヴァロワ、イングランド王ヘンリー5世の妃（* 1401年）
- 1571年 - ヨアヒム2世、ブランデンブルク選帝侯（* 1505年）
- 1641年 - エレミア・ホロックス、天文学者（* 1618年）
- 1654年（承応2年11月15日） - 松永貞徳、俳諧師（* 1571年）
- 1692年 - ルーラント・ローホマン（英語版）、画家、彫刻家（* 1627年）
- 1699年 - マッティア・プレーティ、画家（* 1613年）
- 1705年 - ルカ・ジョルダーノ、画家（* 1634年）
- 1743年 - フェルディナンド・ガッリ＝ビビエナ（英語版）、建築家、デザイナー、画家（* 1657年）
- 1755年 - ヨハン・ゲオルク・ジーゲスベック、医師、植物学者（* 1686年）
- 1778年 - ポール・ジャック・マロアン（英語版）、医師、化学者（* 1701年）
- 1779年 - クロード・ブルジュラ（英語版）、獣医師、世界初の獣医学校創設者（* 1712年）
- 1785年 - バルダッサーレ・ガルッピ、作曲家（* 1706年）
- 1795年 - ジョサイア・ウェッジウッド、陶芸家（* 1730年）
- 1809年 - アンリ＝ピエール・ダンルー、画家（* 1753年）
- 1823年 - ヨハン・アルガイエル、チェスプレイヤー（* 1763年）
- 1826年 - ルイ＝ガブリエル・スーシェ、ナポレオン戦争期のフランス軍元帥（* 1770年）
- 1852年 - ルイ・ブライユ、点字の開発者（* 1809年）
- 1861年 - アーノルド・アドルフ・ベルトルト（英語版）、科学者、生理学者、動物学者（* 1803年）
- 1868年 - モーリッツ・ハウプトマン、音楽理論家、教師、作曲家、ヴァイオリニスト（* 1792年）
- 1870年 - アレン・トリンブル、オハイオ州知事（* 1783年）
- 1882年 - ウィリアム・ハリソン・エインズワース（英語版）、歴史小説家（* 1882年）
- 1894年 - エリザベス・ピーボディ、教育者（* 1804年）
- 1905年 - ユリウス・スクリバ、外科医（* 1848年）
- 1908年 - チャールズ・ヤング、天文学者（* 1834年）
- 1911年 - アレクサンドロス・パパディアマンティス（英語版）、小説家、詩人（* 1851年）
- 1912年 - ヤコブ・アムスラー＝ラフォン（英語版）、数学者、物理学者、エンジニア（* 1823年）
- 1914年 - ラウール・プーニョ、音楽教師、作曲家、オルガニスト（* 1852年）
- 1918年 - 千家尊福、宗教家、第17代東京府知事（* 1845年）
- 1919年 - フランク・ドゥフェネク、画家、版画家、彫刻家（* 1848年）
- 1919年 - 鈴木華邨、日本画家（* 1860年）
- 1923年 - ヤロスラフ・ハシェク、小説家（* 1883年）
- 1927年 - カール・ルンゲ、数学者、物理学者、分光学者（* 1856年）
- 1930年 - 中村精男、気象学者、第3代中央気象台台長（* 1855年）
- 1931年 - ジョゼフ・ジョフル、フランス陸軍の元帥（* 1852年）
- 1933年 - ヴィルヘルム・クーノ、ドイツ首相（* 1876年）
- 1934年 - チェーザレ・サッカージ、画家（* 1868年）
- 1938年 - 前田又兵衛[16]、元前田建設工業社長（* 1877年）
- 1942年 - 武内桂舟、挿絵画家（* 1861年）
- 1942年 - ユーリ・コニュス、作曲家、ヴァイオリニスト（* 1869年）
- 1945年 - エドガー・ケイシー、予言者（* 1877年）
- 1945年 - ジョージ・ストーン、プロ野球選手（* 1877年）
- 1946年 - カール・グスタフ・ヴィット、天文学者（* 1866年）
- 1946年 - ウィリアム・ジョイス、「ホーホー卿」の異名で有名なプロパガンダ放送アナウンサー（* 1906年）
- 1956年 - アレクサンドル・グレチャニノフ、作曲家（* 1864年）
- 1956年 - ヨーゼフ・ヴィルト、ドイツ国首相（* 1879年）
- 1959年 - 和田英作、洋画家（* 1874年）
- 1960年 - ヴィクトル・シェストレム、映画監督（* 1879年）
- 1963年 - 石原忍、医学者、眼科医（* 1879年）
- 1967年 - メアリー・ガーデン、ソプラノ歌手（* 1874年）
- 1967年 - ジャック・ルビー、リー・ハーヴェイ・オズワルドを暗殺した人物（* 1911年）
- 1970年 - 大妻コタカ、教育者、大妻学院創立者（* 1884年）
- 1970年 - 永野護、実業家、政治家、元運輸大臣（* 1890年）
- 1971年 - 飯野哲二、国文学者（* 1891年）
- 1974年 - 園池公致、小説家（* 1886年）
- 1974年 - 小野真次、政治家、初代和歌山県公選知事（* 1893年）
- 1974年 - ジーノ・チェルヴィ（英語版）、俳優（* 1901年）
- 1977年 - 阿部豊、俳優、映画監督（* 1895年）
- 1978年 - 三宅大輔、野球選手、元プロ野球監督（* 1893年）
- 1979年 - コンラッド・ヒルトン、ヒルトン創業者（* 1887年）
- 1980年 - 星島二郎、政治家、第47代衆議院議長（* 1887年）
- 1980年 - ルシアン・ビュイス、自転車競技選手（* 1892年）
- 1980年 - ジョイ・アダムソン、作家、芸術家（* 1910年）
- 1980年 - エイモス・ミルバーン、歌手、ピアニスト（* 1927年）
- 1981年 - アリス・オブ・オールバニ、イギリスの王族（* 1883年）
- 1981年 - 長崎抜天、漫画家（* 1904年）
- 1981年 - 北原泰作、部落解放運動家（* 1906年）
- 1981年 - 辻久一[17]、映画評論家、脚本家（* 1914年）
- 1982年 - 北村寿夫、脚本家、児童文学作家（* 1895年）
- 1987年 - 田村耕一、陶芸家（* 1918年）
- 1988年 - ローゼ・アウスレンダー、詩人（* 1901年）
- 1988年 - ガストン・エイスケンス（英語版）、政治家、元ベルギー首相（* 1905年）
- 1989年 - 才賀明、脚本家（* 1932年）
- 1991年 - ルーク・アップリング、プロ野球選手（* 1907年）
- 1992年 - 戸川行男、臨床心理学者、早稲田大学名誉教授（* 1903年）
- 1994年 - フランク・ベルナップ・ロング、小説家（* 1903年）
- 1994年 - ヘザー・シアーズ（英語版）、女優（* 1935年）
- 1995年 - アンドリヤ・プハーリック（英語版）、作家、医学・超心理学研究者、ユリ・ゲラー研究者（* 1918年）
- 1996年 - 古屋茂、数学者（* 1916年）
- 1998年 - 長谷川周重、実業家、元住友化学社長（* 1907年）
- 2000年 - 秋山龍、官僚、元運輸事務次官、初代日本空港ビルデング社長、元東京モノレール社長（* 1905年）
- 2000年 - 山口勇子、作家（* 1916年）
- 2000年 - 岩崎哲郎、元プロ野球選手（* 1933年）
- 2001年 - 森田景一、政治家（* 1928年）
- 2001年 - 桂三木助（四代目）、落語家（* 1957年）
- 2003年 - 喜田村正次[18]、公衆衛生学者、神戸大学名誉教授（* 1915年）
- 2004年 - テーラー・ダンカン、元プロ野球選手（* 1953年）
- 2005年 - ウィル・アイズナー、アメリカン・コミックの漫画家（* 1917年）
- 2005年 - 林裕章、吉本興業会長（* 1942年）
- 2006年 - 東史郎、軍人、作家（* 1912年）
- 2006年 - 河原淳、イラストレーター、文筆家（* 1929年）
- 2007年 - 岩波雄二郎、出版人、岩波書店相談役、元会長（* 1919年）
- 2007年 - 白南淳、政治家、元北朝鮮外務相（* 1929年）
- 2007年 - ヤーノシュ・フュルスト、指揮者（* 1935年）
- 2008年 - アンリ・ショパン、音響詩人（* 1922年）
- 2008年 - 崔堯森、プロボクサー（* 1972年）
- 2009年 - 李作鵬、元中国人民解放軍将軍（* 1914年）
- 2009年 - 蝦名賢造、海軍軍人、経済学者、伝記作家、獨協大学名誉教授（* 1918年）
- 2009年 - パット・ヒングル、俳優（* 1924年）
- 2009年 - アラン・ウォルターズ、経済学者（* 1926年）
- 2009年 - 葉室賴昭、医師、宮司、37代葉室家当主（* 1927年）
- 2009年 - 近藤照久、実業家、東洋炭素創業者（* 1928年）
- 2009年 - チャールズ・カミレーリ、作曲家、ピアノ・アコーディオン奏者（* 1931年）
- 2009年 - 永田寿康、政治家、元大蔵官僚（* 1969年）
- 2010年 - トマシュ・ニェボードニーチャンスキー、物理学者、収集家（* 1933年)
- 2011年 - 大森昌衛、古生物学者、地球学者、麻布大学名誉教授（* 1919年）
- 2011年 - 猿谷要、アメリカ史研究者、エッセイスト、東京女子大学名誉教授（* 1923年）
- 2011年 - 吉村光夫、元TBSアナウンサー、鉄道愛好家、鉄道友の会理事（* 1926年）
- 2011年 - 5世中村富十郎、歌舞伎俳優、人間国宝（* 1929年）
- 2011年 - 弘原海清、地球科学者（* 1932年）
- 2012年 - 松原治、実業家、紀伊國屋書店元会長（* 1917年）
- 2012年 - 鈴木乙一郎、政治家、元栃木市長（* 1924年）
- 2013年 - 成田守、政治家、元青森県五所川原市長（* 1934年）
- 2013年 - バリー・スタンダー、元マウンテンバイクレース選手（* 1987年）
- 2014年 - アリシア・レット、女優（* 1915年）
- 2014年 - ソウル・ゼインツ、映画プロデューサー（* 1921年）
- 2014年 - 櫻井孝頴、実業家、元第一生命保険社長（* 1932年）
- 2014年 - フィリップ・エヴァリー、カントリー・ミュージックシンガー（* 1939年）
- 2014年 - やしきたかじん、歌手、タレント、司会者（* 1949年）
- 2014年 - 浜野保樹、メディア学者、東京大学名誉教授（* 1951年）
- 2014年 - 海原しおり、漫才師（海原さおり・しおり）（* 1955年）
- 2015年 - バーニス・マディガン、スーパーセンテナリアン（* 1899年）
- 2015年 - エドワード・ブルック、政治家、法律家、元マサチューセッツ州検事総長（* 1919年）
- 2015年 - 法亢尭次[19]、実業家、元フジテレビ取締役、フジサンケイ・コミュニケーションズ・インターナショナル会長（* 1934年）
- 2015年 - 西和夫、建築史家、工学博士、神奈川大学名誉教授（* 1938年）
- 2016年 - 宮崎勇、官僚、エコノミスト、第51代経済企画庁長官（* 1923年）
- 2016年 - 後藤和彦、マスメディア研究者、常磐大学名誉教授（* 1929年）
- 2016年 - ポール・ブレイ、ピアニスト（* 1932年）
- 2016年 - スティーブン・ボズワース、外交官（* 1939年）
- 2017年 - ノエル・ヘメンディンガー、外交官（* 1913年）
- 2017年 - 神山繁、俳優（* 1929年）
- 2017年 - イゴール・ボルク、元宇宙飛行士（* 1937年）
- 2018年 - 中根鎭夫、政治家、元愛知県岡崎市長（* 1925年）
- 2019年 - 岡野眞治、物理学者（* 1926年）
- 2019年 - ハーバート・ケレハー、実業家、サウスウエスト航空共同創業者・元CEO・名誉会長（* 1931年）
- 2019年 - 堀秀道、鉱物学者、鉱物科学研究所長（* 1934年）
- 2020年 - ルーベン・ハーシュ、数学者、ニューメキシコ大学名誉教授（* 1927年）
- 2020年 - 砂子義一、レーシングドライバー（* 1932年）
- 2020年 - アブー・マフディー・アル＝ムハンディス、政治家、軍司令官（* 1954年）
- 2020年 - ガーセム・ソレイマーニー、軍人、軍司令官（* 1957年）
- 2021年 - アイリス・ウェストマン、スーパーセンテナリアン（* 1905年）
- 2021年 - 中野尚弘、元バレーボール選手（* 1940年）
- 2021年 - ジェリー・マースデン（英語版）、ミュージシャン（ジェリー&ザ・ペースメイカーズ）（* 1942年）
- 2022年 - 大谷一二、政治家、元奈良県川上村村長（* 1924年）
- 2022年 - 水尾比呂志、美術史家、武蔵野美術大学元学長（* 1930年）
- 2022年 - ヴィクトル・サネイエフ、元陸上競技選手、1968年メキシコ・1972年ミュンヘン・1976年モントリオールオリンピック三段跳金メダリスト（* 1945年）
- 2023年 - ベッシー・ヘンドリックス、スーパーセンテナリアン（* 1907年）
- 2023年 - ウォルター・カニンガム、元宇宙飛行士、アポロ7号パイロット（* 1932年）
- 2023年 - 徳善義和、牧師、神学者、日本ルーテル神学校名誉教授（* 1932年）
- 2023年 - ジョセフ・クー、作曲家、編曲家（* 1933年）
- 2024年 - 納冨常天、仏教学者、元神奈川県立金沢文庫文庫長、元鶴見大学教授・副学長（* 1927年）
- 2024年 - 相馬錩一、政治家、元青森県弘前市長（* 1936年）
- 2024年 - 山内道雄、政治家、元島根県海士町長（* 1938年）
- 2024年 - ルネ・メッジ、ラリードライバー（* 1941年）
- 2024年 - 高垣忠一郎、臨床心理学者、立命館大学名誉教授（* 1944年）
- 2024年 - 室井邦彦、政治家、元国土交通大臣政務官（* 1947年）
- 2025年 - 原広司、建築家（* 1936年）
- 2025年 - 澤雄二、ジャーナリスト（* 1948年）
- 2025年 - 川島蓉子、ジャーナリスト（* 1961年）

## 記念日・年中行事
- 正月（三日正月）（ 日本）
- 箱根駅伝復路（ 日本）
- NHKニューイヤーオペラコンサート（ 日本）
- ライスボウル（1984年 - ）（ 日本）
アメリカンフットボールの日本一決定戦[注 1]。
- ひとみの日（ 日本）
眼鏡・コンタクトレンズの業界が制定。「ひ(1)とみ(3)」の語呂合せ[20]。
- 駆け落ちの日（ 日本）
1938年（昭和13年）1月3日、女優岡田嘉子と、演出家杉本良吉が、当時日本の領土であった樺太の国境を越えてソ連へ亡命[21]。亡命後、2人は国境侵犯の容疑で取り調べを受け、杉本は拷問の結果、陸軍参謀本部から破壊活動のため派遣されたスパイという虚偽の自白を強制され、処刑された[22]。
- 元始祭（ 日本）
宮中祭祀のひとつ[23]。明治維新後に定められた皇室祭祀の一つで、1月3日に天皇が宮中三殿（賢所、皇霊殿、神殿）において親祭し、皇位の始源を祝う。起源は1870年（明治3）1月3日、神祇官八神殿に八神、天神地祇、歴代皇霊を鎮祭したのに始まる[24]。
- 『吉兆さんと番内』（ 日本）
毎年この日に島根県出雲市で行われる行事。吉兆は、歳徳神の大のぼりを立て、シャギリ太鼓を叩きながら町内各所で大社神謡をうたう。番内は、鬼の面をつけた年男が青竹を叩きながら町内を練り歩き厄を払う[25]。
- 砥鹿神社『田遊祭』（ 日本）
田遊びは、田楽と並ぶ稲作儀礼に絡む民俗芸能で、三河地方は有数の伝承地のひとつ。愛知県豊川市の砥鹿神社では「田遊祭（たあそびさい）」と呼ばれている。毎年この日の午後、里宮拝殿前で、代官、田主、田人、巫女に扮した氏子ら計13名が、春の田打行事から始まる一連の所作を演じ、五穀豊穣を祈願する[26]。
- 財賀寺『お田植祭』（ 日本）
愛知県豊川市の財賀寺で行われる神事。稲作の過程を模擬的に演じて豊作を祈る。農夫が白牛を使って田起こし、田打ち、代かきをし、祭の司が太鼓の上に種籾をまいて、願文を読み上げる。続いて、農夫が苗取り、田植をし、祭の司が白牛を酒の泉で清めて終わる[27]。
- 鳳来寺田楽（ 日本）
愛知県新城市の鳳来寺で毎年この日に豊作を祈願して行われる民俗芸能。鳳来寺の開祖・利修仙人の命で、山中に棲んでいた鬼の首をはねて守護神としてまつり、寺の僧が供養のため村人とともに踊ったのが田楽の始まりと伝わっている。農民生活と修験や、薬師如来の信仰が結びついて室町時代に現在のような形態になったと伝わっている[28]。
- 熱池八幡社『てんてこ祭』（ 日本）
愛知県西尾市の熱池八幡社で、毎年この日に五穀豊穣を祈念し行なわれるお祭。全身赤装束の6人の厄男が神社に向けて行列し、うち3人は大根で作った男性のシンボルを下げ、「てんてこ、てんてこ」と太鼓のお囃子にあわせ腰を振りながら町内を練り歩く。祭りの行列が神社境内へ到着すると、厄男が竹箒で藁灰を撒き散らす。この灰をかぶると厄除けになるといわれている[29]。
- 篠島大名行列（ 日本）
愛知県南知多町の篠島で1月3日と4日に行われる祭礼。八王子社に祀られている男性神「オジンジキサマ」が、神明神社に祀られている女性神の所へ「オワタリ」をして一夜を過ごし、また八王子社へと帰っていく。オジンジキサマが八王子社へ帰る道程では、島の男たちによって大名行列が作られる[30]。
- 『寺野ひよんどり』（ 日本）
静岡県浜松市で、400前から伝わる火祭り。五穀豊穣や無病息災を祈る祭礼で、神楽系の舞が多く伝承されている[31]。
- 筥崎宮『玉取祭（玉せせり）』（ 日本）
福岡県福岡市筥崎宮で行われる祭礼。長崎くんち、八代妙見祭とともに九州三大祭として知られる室町時代から続く神事。陰陽２つの木玉が、東側に約250ｍ離れた場所にある末社玉取恵比須神社に運ばれ、陽の玉が競り子達に手渡されて祭典が始まる。豊作を祈願する「陸組」と大漁を願う「浜組」に分かれて、祓い清められた陽の玉が激しく奪い合われる。最後は本宮の楼門に待つ神職に手渡され、陰陽２つの玉が再び揃って神前に納まれば、神事は執り納めとなる[32]。
- 『発光路の強飯式』（ 日本）
栃木県鹿沼市の発光路妙見神社の祭り当番の受け渡し儀式として行われる行事。氏子の扮した山伏と強力が、新旧の祭り当番をはじめ、氏子の人々に高盛飯を強いる[33]。
- 日光山輪王寺『外山毘沙門天縁日』（福銭貸し）（ 日本）
「福銭貸し」とは、本尊の毘沙門天から福銭を授かる神事。栃木県日光山輪王寺の外山山頂（標高880メートル）で行われる。福銭を事業の元手とし、翌年に倍額を奉納するのが慣わしとなっている[34]。
- 初大師（元三大師縁日）（ 日本）
毎月3日は元三大師の縁日。元三大師とは、第十八代天台座主良源のことで、1月3日に亡くなったことから元三大師と呼ばれている。「おみくじ」や「たくあん漬けの考案者としても知られ、焼失した比叡山の再建整備、天台宗の発展に尽力されたことから「比叡山中興の祖」と仰がれている。その元三大師最初の縁日が『初大師』で、埼玉県の喜多院では「だるま市」が開催されるほか、大師ゆかりの寺院では様々な催しが行われる[35]。